# Le Romans
De Tomme de Romans of Le Romans is een Franse kaas uit de omgeving van Romans-sur-Isère in de Drôme.
De kaas is te vergelijken met de Saint-Marcellin, in principe wordt hetzelfde kaasmaak-procedé gevolgd. De kaas is zacht en heeft een heel licht zurige smaak.